# Serra d'Ancosa

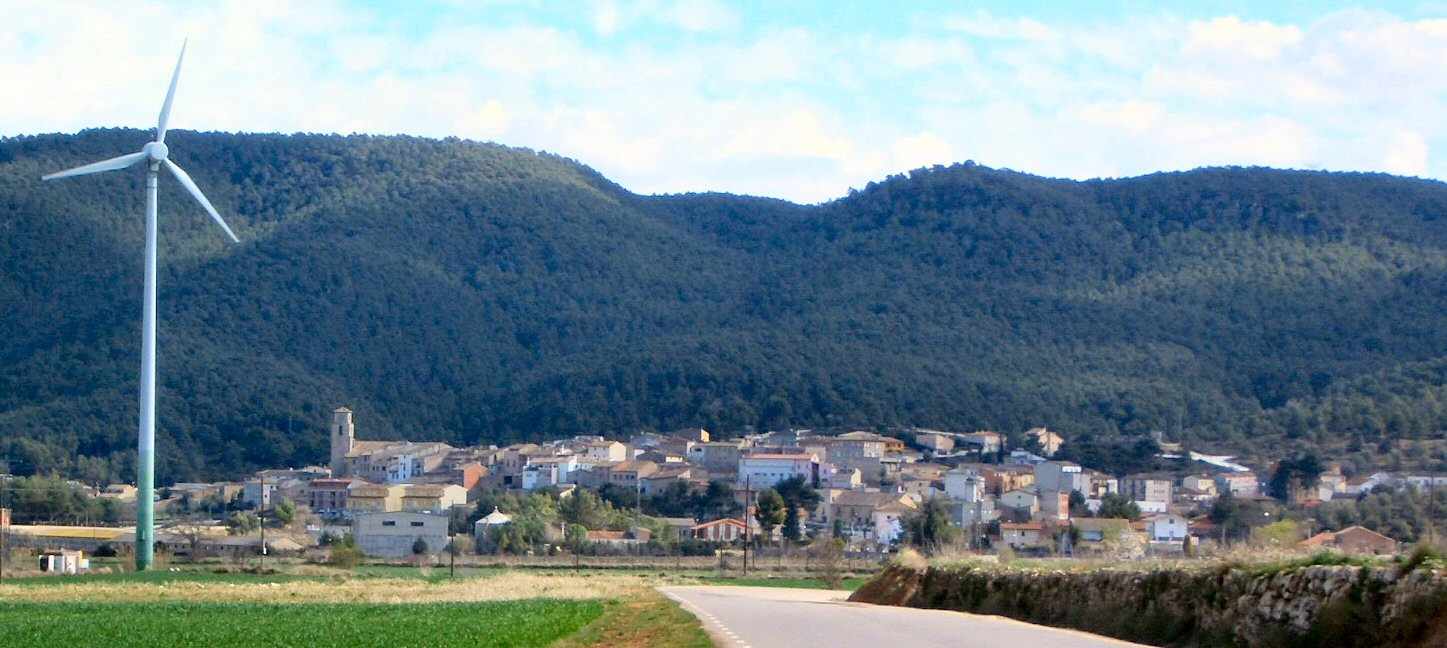
Imatge del poble de la Llacuna i vista de la serra de la Llacuna, branca oriental de la serra d'Ancosa.

La serra d'Ancosa (Serralada Prelitoral) s'estén des del Montagut (963,1 m) i el Puig de Formigosa (990,3 m) fins al Puig de Solanes (913,9 m) i el Puig Castellar (943,0 m), i arribant per sobre dels 800 m passant per port de muntanya del collet de la serra que creua la carretera de Vilafranca i La Llacuna a 817 m fins a la Serra de Puigfred (727 m), amb una orientació de NE a SW, als límits entre l'Alt Penedès, l'Alt Camp i l'Anoia. La Serra d'Ancosa té un llarg contrafort a cada costat: per l'Anoia, la Serra de Feixes i, pel Penedès, la Serra de Font-rubí. La serra separa les valls de Miralles i de la Llacuna de la plana del Penedès.

## Orografia
La Serra d'Ancosa, a la Serralada Prelitoral Catalana, està situada al seu límit meridional, amb cims prominents com el Puig Castellar de 943,0 m, Puig de les Agulles de 841,5 m, el Montagut (Querol) de 963,1 m i el Puig de Formigosa de 990,3 m, entrant per la Plana d'Ancosa, una extensa plana per sobre dels 700 m, continuant fins al Pujol d'Orpinell (736,4 m) i l'estret de Capellades, ja fora de la serra. És un conjunt orogràfic fallat en totes direccions, constituït principalment per materials calcaris de l'anomenat Bloc del Gaià, destacant una important presència de restes de paleosols. Els principals cursos fluvials són el riu Gaià, al límit occidental de la serra i el riu Foix al vessant sud-oriental.

## Flora i fauna
La vegetació és de transició entre la mediterrània de terra baixa i la mediterrània subhumida i continental. Les pinedes de pi blanc s'alternen amb extensions de pinassa i també de pi roig a les zones fondals i frescals i altes per damunt dels 900 metres. També hi ha comunitats vegetals com l'alzinar litoral, l'alzinar muntanyenc, i l'alzinar de carrasca més continental sobretot a la plana d'Ancosa a les rouredes de roure valencià, roure cerrioide i roure martinenc. També hi ha boixedes de boix i abunda el boix grèvol i una petita teixeda pràcticament en extinció a l'obaga del Puig Formigosa. Altres plantes a destacar són les espècies eurosiberianes com l'auró negre, la moixera, l'arç blanc, els servers i altres arbres de climatologia més humida que s'escampen per les raconades més frescals. Els arbres monumentals d'aquest territori són el roure d'Ancosa i el pi de les 3 branques entre altres arbres singulars.
Entre la fauna destaquen els mamífers més grans com el senglar, la geneta, la guineu, el toixó i el cabirol. Entre les aus rapinyaires hi habita l'àliga daurada, l'àliga cuabarrada i el duc. A la plana d'Ancosa hi viuen dos tipus de saltamartins endèmics: la llagosta pedra i la somereta de Davier.

## Clima
El clima és de tipus mediterrani de muntanya. La precipitació anual, en general, va dels 600 mm fins als 750 mm, depenent de l'alçada o l'orientació del vessant de la serra. Cal destacar les nevades, algunes amb importants gruixos sobretot si es donen les condicions d'aire humit del Mediterrani i l'entrada d'aire fred.
- La primavera és relativament plujosa i fresca i fins i tot hi pot glaçar ben entrada l'estació amb alguna nevada tardana entre març i abril.
- Els estius són secs però no extrems, suavitzats per les marinades, mentre que les nits són fresques per causa de l'altitud per damunt dels 600 i fins als 1.000 m.
- Les tardors són humides i plujoses. Sovint s'hi produeixen precipitacions intenses per causa de les llevantades.
- Els hiverns són freds amb glaçades freqüents però amb dies assolellats i sense boires.

## Poblament
Els pobles que pertanyen a la serralada són: la Llacuna (Anoia); Querol (Alt Camp); Pontons (Alt Penedès) i als contraforts el Pont d'Armentera (Alt Camp). El territori conserva el patrimoni de l'arquitectura rural i tradicional en pobles de caràcter muntanyenc com Querol o la vila medieval de la Llacuna, que guarda una plaça porxada notable i el conjunt de portals i traçat dels carrers medievals. També hi destaquen esglésies imponents com: Sant Jaume de Montagut o Sant Pere de Vilademager.

## Història
A l'època medieval, la serra d'Ancosa esdevingué una terra de frontera entre cristians i sarraïns. S'hi bastiren castells i torres de defensa i un monestir cistercenc, actualment en ruïnes, a la plana d'Ancosa. Entre les restes prehistòriques destaquen la cova de Valldecerves, amb pintures rupestres i el poblat ibèric del Castellar.